# استان بولگو
استان بولگو (به لاتین: Boulgou Province) یک استان در بورکینافاسو است که در Centre-Est Region واقع شده‌است.

## خصوصیات
استان بولگو ۶٬۶۹۲ کیلومترمربع مساحت و ۵۴۲٬۲۸۶ نفر جمعیت دارد.